# Manu Bahtidão
Emanuella Tenório Rocha (Major Izidoro, 5 de fevereiro de 1986), mais conhecida como Manu Bahtidão, é uma cantora e compositora brasileira. Manu estourou nacionalmente em 2023, ao emplacar o hit "Daqui Pra Sempre" (com Simone Mendes), versão brasileira de "Tattoo", da cantora sueca Loreen. A faixa alcançou o topo da parada Billboard Hot 100 do Brasil e a 4ª posição da parada do Spotify Brasil.
Ela nasceu em Major Izidoro, Alagoas, na região do Planalto da Borborema, mas viveu no Pará. Em 2007, tornou-se vocalista da Banda da Loirinha. No ano de 2009, fez parte da banda Companhia do Calypso, mas saiu no mesmo ano para ingressar na Banda Batidão, onde se tornou conhecida no Pará e tornou-se um dos grandes nomes do tecnomelody, sendo reconhecida na Região Norte.
Em novembro de 2023, Manu também estreou a música "Abismo" com Mari Fernandez no top 100 da parada Billboard Hot 100 do Brasil. Com o êxito da canção "Daqui Pra Sempre", Manu foi convidada para se apresentar no Prêmio Multishow de Música Brasileira 2023 e no Encontro com Patrícia Poeta.

## Carreira

### 2000–15:Banda da Loirinha,Companhia do CalypsoeBanda Batidão
Manu iniciou sua carreira nos anos 2000. Em 2007, integrou à Banda da Loirinha, onde permaneceu por dois anos. Em 2009, fez parte da formação da banda Companhia do Calypso, porém se retirou em menos de um ano, para fazer parte da Banda Batidão, pela qual ganhou reconhecimento no Pará.

### 2015–presente: Carreira solo
No ano de 2015, Manu Bahtidão deu início à sua carreira solo e lançou canções no gênero sertanejo. Os singles "Não Tem Essa Que Não Chora" e "0800" somam vinte e cinco milhões de visualizações na plataforma de streaming de vídeos YouTube.
Manu tornou-se mais conhecida após o lançamento do single "Daqui Pra Sempre", com Simone Mendes, e "Abismo", com Mari Fernandez.

## Discografia
Álbuns ao vivo
- Século XXI (2019)
- Manu Bahtidão (2021)
- Máquina do Tempo (2023)
- Daqui pra Sempre (2024)
- 𝘋𝘦𝘴𝘵𝘪𝘯𝘰 (2025)

### Singles
| Canção                                             | Ano  | Melhores posições nas paradas | Melhores posições nas paradas | Melhores posições nas paradas | Certificações | Álbum                 |
| Canção                                             | Ano  | Billboard Hot 100 Brasil      | Top 200 Spotify (Brasil)      | Top 100 Brasil                | Certificações | Álbum                 |
| -------------------------------------------------- | ---- | ----------------------------- | ----------------------------- | ----------------------------- | ------------- | --------------------- |
| "Matemática do Amor"                               | 2016 | —                             | —                             | —                             |               |                       |
| "Sala de Espera"                                   | 2017 | —                             | —                             | —                             |               | Feliz ou Infelizmente |
| "Não Tem Essa Que Não Chora" (part. Simone Mendes) | 2017 | —                             | —                             | —                             |               | Século XXI            |
| "Ai Coração" (part. Rogério Ferrari)               | 2017 | —                             | —                             | —                             |               | Século XXI            |
| "Hora, Tempo e Espaço" (part. Lucas Lucco)         | 2017 | —                             | —                             | —                             |               | Século XXI            |
| "Brilha Novinha" (part. Naiara Azevedo)            | 2018 | —                             | —                             | —                             |               | Século XXI            |
| "0800" (part. Jefferson Moares)                    | 2018 | —                             | —                             | —                             |               | Século XXI            |
| "Palminha" (part. Márcia Fellipe)                  | 2018 | —                             | —                             | —                             |               | Século XXI            |
| "Quero Mais Que Cê Suma" (part. Day e Lara)        | 2018 | —                             | —                             | —                             |               | Século XXI            |
| "Vontade de Ser Rico"                              | 2018 | —                             | —                             | —                             |               | Século XXI            |
| "Stopzar"                                          | 2019 | —                             | —                             | —                             |               |                       |
| "Sorry"                                            | 2019 | —                             | —                             | —                             |               |                       |
| "Feliz ou Infelizmente"                            | 2019 | —                             | —                             | —                             |               | Século XXI            |
| "Uma Mais Um"                                      | 2019 | —                             | —                             | —                             |               | Século XXI            |
| "Rapariga"                                         | 2020 | —                             | —                             | —                             |               |                       |
| "Par Perfeito"                                     | 2020 | —                             | —                             | —                             |               |                       |
| "O Meu Amor Não Volta" (part. Rebeca Lindsay)      | 2020 | —                             | —                             | —                             |               |                       |
| "Coração de Rapariga" (part. Tierry)               | 2020 | —                             | —                             | —                             |               | Manu Bahtidão         |
| "Sapatinho do Bebê"                                | 2021 | —                             | —                             | —                             |               | Manu Bahtidão         |
| "Tiro Certo"                                       | 2021 | —                             | —                             | —                             |               |                       |
| "Eu Juro"                                          | 2021 | —                             | —                             | —                             |               |                       |
| "Sem Ti"                                           | 2021 | —                             | —                             | —                             |               |                       |
| "TBT"                                              | 2021 | —                             | —                             | —                             |               |                       |
| "Máquina do Tempo"                                 | 2022 | —                             | —                             | —                             |               |                       |
| "Garrafa de Gin"                                   | 2022 | —                             | —                             | —                             |               | Máquina do Tempo      |
| "Ih Fudeu"                                         | 2022 | —                             | —                             | —                             |               | Máquina do Tempo      |
| "Pense em Mim" (part. Billy Brasil)                | 2022 | —                             | —                             | —                             |               |                       |
| "Quem Perde É Quem Trai"                           | 2023 | —                             | —                             | —                             |               |                       |
| "Daqui Pra Sempre" (part. Simone Mendes)           | 2023 | 1                             | 2                             | 1                             |               | Daqui Pra Sempre      |
| "Abismo" (part. Mari Fernandez)                    | 2023 | 100                           | 104                           | —                             |               | Daqui Pra Sempre      |
| "Errar é Humano"                                   | 2024 | —                             | —                             | —                             |               | Daqui Pra Sempre      |
| "Torre Eiffel" (part. Guilherme & Benuto)          | 2024 | —                             | 1                             | —                             |               | Daqui Pra Sempre      |
| "Se Não For Tu" (part. Melody)                     | 2024 | —                             | —                             | —                             |               | Daqui Pra Sempre      |
| "60 M²" (part. Xand Avião)                         | 2024 | —                             | —                             | —                             |               | Daqui Pra Sempre      |
| "A Otária" (part. Raphaela Santos)                 | 2024 | —                             | —                             | —                             |               | Daqui Pra Sempre      |
| "4 Enganados"                                      | 2024 | —                             | 18                            | —                             |               |                       |
| "Universo" (part. Matheus & Kauan)                 | 2024 | —                             | 53                            | —                             |               | Destino               |
| "Raivinha" (part. Tony Salles)                     | 2025 | —                             | —                             | —                             |               | Destino               |

### Videografia
- Entrevista com Manu Bahtidão | The Noite (13/12/23). YouTube. The Noite com Danilo Gentili. 13 de dezembro de 2023. Consultado em 14 de dezembro de 2023